# Kenneth M. Curtis
Kenneth Merwin Curtis, född 8 februari 1931 i Leeds, Maine, är en amerikansk demokratisk politiker och diplomat. Han var Maines guvernör 1967–1975.
Curtis studerade juridik och deltog åren 1956 och 1958 i James C. Olivers kampanjer till USA:s representanthus.
Curtis efterträdde 1967 John H. Reed som guvernör och efterträddes 1975 av James B. Longley. Han var ordförande för demokraternas federala partistyrelse Democratic National Committee 1977–1978. Efter den politiska karriären tjänstgjorde Curtis som USA:s ambassadör i Ottawa 1979–1981.